# Сергієнко Руслан Юрійович
Русла́н Юрійович Сергієнко (27 лютого 1976 — 27 травня 2022) — сержант Збройних сил України, учасник російсько-української війни.

## Життєвий шлях
Народився в селищі Батурин Бахмацького Чернігівської області. Мав старшого брата Геннадія та молодшу сестру Юлію.
У 1982—1993 навчався в Батуринській середній загальноосвітній школі. Пройшов строкову службу в лавах Збройних Сил України.
Мешкав у Батурині, працював у галузі будівництва. 
У березні 2015 року добровольцем вступив до Збройних сил України, боронив східні кордони нашої держави, отримав поранення та мав проходити тривалу реабілітацію.
24 лютого 2022 року знову став до лав Збройних Сил України в складі 58-ї окремої мотопіхотної бригади імені гетьмана Івана Виговського. Підрозділ Руслана у лютому-березні 2022 боронив Київщину. Після ротації, на початку травня 2022 року підрозділ зайняв позиції у Донецькій області.
27 травня, близько 15-ї години, під час виконання розвідувального завдання поблизу села Покровське Бахмутського району Донецької області Руслан Сергієнко загинув.
9 червня 2022 року похований в Батурині.
Сиротою залишився син Матвій.

## Нагороди
- Орден Богдана Хмельницького ІІІ ступеня (посмертно)[1]